# Васильев, Пётр Петрович (библиограф)
Пётр Петрович Васильев (1840 (или 1843), Пермь, Пермская губерния, Российская империя — 6 апреля 1883, Казань, Казанская губерния, Российская империя) — русский библиограф, издатель и книговед.

## Биография
Родился в 1840 году (по некоторым другим данным в 1843 году) в Перми. В 1862 году поступил на исторически-филологический факультет КазГУ в отделения вольнослушания. Работал в области библиографоведения, издательского дела и книговедения.
Скончался 6 апреля 1883 года в Казани.

## Научные работы
Основные научные работы посвящены книжному делу, литературе и журналистике в Казани. Автор ряда научных работ, книг и сборника Казанское книжное дело. Несколько научных работ не было допущены до публикации из-за цензуры, среди которых «Несколько слов о забытом поэте», посвящённая К. Ф. Рылееву.
- Разработал первую в Российской империи библиографию Пушкинианы.